# Pero incarum
Pero incarum là một loài bướm đêm trong họ Geometridae.